# Urotropin
Urotropin (grč. mokraća + okret; heksamin, suhi špirit, heksametilentetramin, metenamin, C6H12N4) je heterociklički spoj, bijeli kristalni prah gustoće 1,33g/cm3, dobro topljiv u vodi, sublimira na temperaturi 263 °C.

## Svojstva i osobine
Adamantanske je strukture (adamantan), s tim da se na mjestima spajanja triju kondenzirnih prstena nalaze dušikovi atomi.

Urotropin je prvi organski spoj kojemu je struktura bila postavljena na temelju valentne teorije i kemijskih reakcija, a potvrđena s pomoću rendgenske strukturne analize.

## Upotreba
Primjenjuje se u kemijskim sintezama, proizvodnji polimernih materijala i eksploziva (heksogen), kao pufer, ubrzivač vulkanizacije, itd.

## Dobivanje
Dobiva se u reakciji amonijaka s formaldehidom; koja se inače primjenjuje za titracijsko određivanje amonijevih spojeva.
Otopina se zagrije da voda ispari i na dnu ostanu kristali:
4NH3 + 6HCHO --> C6H12N4 + 6H2O.